# Palikura
Palikura (makedonska: Паликура) är en ort i Nordmakedonien. Den ligger i kommunen Rosoman, i den centrala delen av landet, 70 kilometer sydost om huvudstaden Skopje. Palikura ligger 168 meter över havet och antalet invånare är 309.